# Pınarbaşı (sítio arqueológico)
- homónima: homônima
- milénio: milênio

Pınarbaşı (pronúncia aproximada: pnarbaxe)[a] é um sítio arqueológico situado perto da aldeia de Süleymanhacı, a cerca de 40 km da cidade de Caramânia, na província homónima da região da Anatólia Central, Turquia.
O local foi habitado desde o 9.º milénio a.C., no Neolítico, até ao século VII d.C., durante o Império Bizantino. No entanto é possível que tenha sido habitado até ao período seljúcida, iniciado no século XI. O assentamento reveste-se de particular importância para a compreensão do aparecimento da agricultura na Anatólia central, uma região com características geográficas muito diferentes da Mesopotâmia, onde se supõe que terá surgido pela primeira vez a agricultura. Como Çatalhüyük, situado 32 km a noroeste e frequentemente apontada como a primeira cidade da História, Pınarbaşı encontra-se no planalto de Cónia.

## Estudos arqueológicos
Pınarbaşı foi reconhecido como sítio arqueológico no início do século XX devido à presença de uma inscrição bizantina. David French visitou o local na década de 1970 e, baseando-se nos artefatos que encontrou, suspeitou estar em presença de um sítio pré-histórico muito antigo.

### Escavações de 1993 e 1994
Trevor Watkins, da Universidade de Edimburgo e Douglas Baird visitaram a área em 1983, durante um reconhecimento feito no âmbito do levantamento arqueológico do planalto de Cónia, tendo encontrado vários depósitos com quantidades significativas de ferramentas microlíticas, o que foi considerado como sendo indicativo de ocupação do Pleistoceno (anterior a 9 500 a.C.) ou início do Holoceno, uma clara evidência da importância arqueológica do local. Em 1994 e 1995 o sítio foi escavado por uma equipa da Universidade de Edimburgo. Durante essas escavações, foram identificados dois componentes principais do sítio, tendo sido escavadas duas trincheiras, designadas Área A e Área B.
A Área A situa-se numa pequena colina e nela foram encontrados vestígios de um povoado romano-bizantino muito erodido, um povoado do início da Idade do Bronze com um cemitério associado; em alguns locais foi descoberto material do 9º milénio a.C. em estratos inferiores. A datação por radiocarbono indicou datas entre 8 500 a.C. e 8 000 a.C. para um conjunto recolhido de sedimentos e artefatos que incluíam micrólitos. Esses artefatos não são típicos de aldeias neolíticas do 8º milénio a.C., mas sim de comunidades de caçadores-coletores do Epipaleolítico tardio, donde se conclui que o sítio representa a fase final dos caçadores-coletores e/ou a fase mais precoce dos cultivadores e pastores nesta área.
A Área B, situada num abrigo de rocha revelou o que provavelmente foram locais de acampamento de pastores e caçadores nómadas contemporâneos e ligeiramente mais tardios que o sítio neolítico de Çatalhüyük.

### Escavação de 2003
Em 2003 o sítio foi escavado por uma equipa da Universidade de Liverpool liderada por Douglas Baird, onde foram feitas as descobertas das seguintes épocas:

#### 9º milénio a.C.
Durante os trabalhos foram encontrados mais vestígios de ocupação do 9º milénio a.C. nas Área A, C e D, nomeadamente um túmulo de um jovem de 18-20 anos, utensílios de pedra e restos carbonizados de plantas e animais. Entre os restos vegetais encontraram-se amêndoas, nozes e frutos de terebinto. O estudo faunístico indicou que os animais mais consumidos na alimentação eram equídeos e auroques, o que sugere a importância da caça de grandes mamíferos. A grande quantidade de pedras de moer[b] pode ser indicação da importância de plantas comestíveis na alimentação.
No local eram produzidas ferramentas de pedra muito variadas, principalmente de obsidiana, uma matéria-prima de grande importância na Pré-história, que não estava disponível na zona, o que indica que a procura em larga escala e a largas distâncias deste material na Anatólia já ocorria no 9º milénio a.C.. Além da obsidiana, outro material muito usado era o sílex. As características da indústria lítica comprovam a continuidade de tradições mais antigas de produção de ferramentas.

#### 7º milénio a.C.
Na área B, situada num abrigo de rocha, distinguiram-se duas fases de atividade do 7º milénio a.C. A mais antiga consistia numa série de fornos e grandes covas ovais de lareira que foram posteriormente enchidas com pedras e ossos, uma indicação de preparação e consumo de alimentos e de outras atividades. Os restos de animais incluem equídeos e auroques, provavelmente caçados, e ovelhas domesticadas. A grande quantidade de ossos de fetos e de recém-nascidos destas últimas é entendido pelos arqueólogos como um forte indício de ocupação sazonal entre fevereiro e abril, o que reforça a hipótese de que Pınarbaşı seria um local de acampamento frequente de caçadores e coletores que se moviam em redor de Çatalhüyük, algo que ainda está por comprovar. A ocupação no final do inverno e primavera coincide com a época do ano em que a área de Çatalhüyük era inundada e as pastagens para o gado escasseavam. A existência de objetos feitos de uma mistura de gesso e ossos também faz pensar em Çatalhüyük, embora esse tipo de material fosse usado de maneira diferente: enquanto em Pınarbaşı era usado em objetos, em Çatalhüyük era usado na construção.

#### Idade do Bronze
Na Área A foi encontrada uma casa com várias divisões e paredes de pedra com vestígios de reboco. Uma das divisões era subdividida por uma parede de adobe. No mesmo local foi encontrada uma cista (sepultura) que, embora posterior ao piso de gesso da sala oriental, pode ter sido construída quando a casa ainda estava de pé. A cerâmica encontrada sugere que o local data nos primeiros tempos da Idade do Bronze.